# Li Youyuan

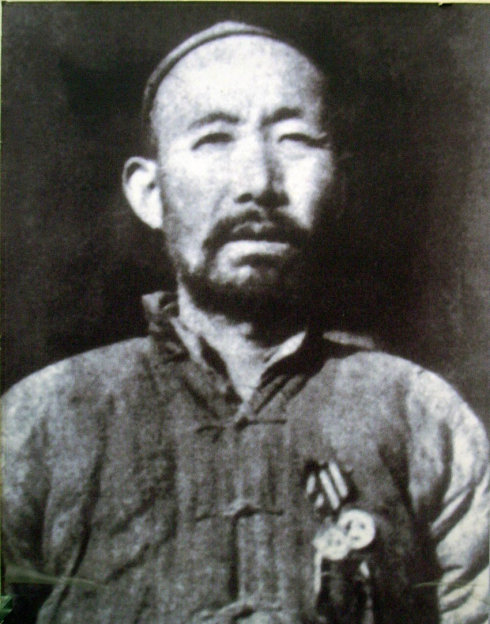
Li Youyuan

Li Youyuan (chinesisch 李有源, Pinyin Lǐ Yǒuyuán, * 1903 in Jiazhou, heutiger Kreis Jia; † 1955) ist der Verfasser des Textes des chinesischen Propagandaliedes „Dong fang hong“ – „Der Osten ist rot“.
Er war ein einfacher Bauer und schrieb das Lied im Jahr 1942. Er wurde dabei inspiriert von einem Volkslied aus der Provinz Shaanxi.
| Personendaten    | Personendaten                                                                   |
| ---------------- | ------------------------------------------------------------------------------- |
| NAME             | Li, Youyuan                                                                     |
| KURZBESCHREIBUNG | chinesischer Bauer und Verfasser des Textes des Propagandaliedes Dong fang hong |
| GEBURTSDATUM     | 1903                                                                            |
| GEBURTSORT       | Jiazhou                                                                         |
| STERBEDATUM      | 1955                                                                            |